# Pierre Vanderhaeghen
Pierre Vanderhaeghen, né à Bruxelles le 30 août 1967 , est un médecin belge, professeur et chercheur au Vlaams Instituut voor Biotechnologie, KU Leuven, qui a reçu le prix Francqui en 2011 pour ses découvertes sur le développement cérébral.